# Rio Duda Creek
O Rio Duda Creek é um rio da Romênia, afluente do Mureş, localizado no distrito de Harghita.